# Д’О, Арно
Арно д’О (фр. Arnaud d'Aux; между 1260 и 1270, Ла-Ромьё, королевство Франция — 24 августа 1320, Авиньон, Авиньонское папство) — французский кардинал. Епископ Пуатье с 4 ноября 1306 по 23 декабря 1312. Камерленго Святой Римской Церкви с 1311 по 1319. Кардинал-епископ Альбано с 23 декабря 1312 по 14 августа 1320.

## Биография
Родственник Папы Климента V. Изучал гуманитарные науки в Ажене, посещал лекции в университетах Болоньи и Орлеана. Учился вместе с Бертраном де Бордом, будущим кардиналом Католической церкви и Камерленго.
Служил викарием в Бордо. В 1306 году стал епископом епархии Пуатье. В 1311—1319 годах был Камерленго Католической Церкви.
С декабря 1312 года — Кардинал-епископ епархии Альбано. В 1312 году сопровождал Арно Нувеля, вице-канцлера Святой Римской Церкви (Авиньонское папство) в Англию.
Принял участие в Конклаве 1314—1316 годов.